# Letnie Grand Prix kobiet w kombinacji norweskiej 2024
Letnie Grand Prix kobiet w kombinacji norweskiej 2024 – szósta edycja cyklu Letniej Grand Prix w kombinacji norweskiej. Sezon składał się z 5 konkursów (4 indywidualnych i 1 sztafety mieszanej). Rywalizacja rozpoczęła się 24 sierpnia 2024 w Tschagguns, a finałowe zawody odbyły się 1 września 2024 w Chaux-Neuve. Zwyciężczynią poprzedniej edycji była Słowenka Ema Volavšek.
W tym sezonie najlepsza okazała się Niemka Jenny Nowak, drugie miejsce zajęła Słowenka Ema Volavšek, a trzecią lokatę wywalczyła Niemka Nathalie Armbruster. Podobnie jak w poprzednich sezonach zwyciężczynią LGP 2024 zgodnie z regulaminem mogła zostać jedynie zawodniczka, która wystartowała we wszystkich zawodach.

## Kalendarz i wyniki
| Lp | Data             | Miejscowość | Skocznia                   | Konkurencja          | 1. miejsce                                                          | 2. miejsce                                                                              | 3. miejsce                                                            |
| -- | ---------------- | ----------- | -------------------------- | -------------------- | ------------------------------------------------------------------- | --------------------------------------------------------------------------------------- | --------------------------------------------------------------------- |
| 1. | 24 sierpnia 2024 | Tschagguns  | Montafoner Schanzenzentrum | HS103/4x5 km         | Słowenia I Vid Vrhovnik · Tia Malovrh · Ema Volavšek · Gašper Brecl | Norwegia Jens Lurås Oftebro · Ida Marie Hagen · Marte Leinan Lund · Einar Lurås Oftebro | Niemcy I Simon Mach · Jenny Nowak · Nathalie Armbruster · Jakob Lange |
| 2. | 25 sierpnia 2024 | Tschagguns  | Montafoner Schanzenzentrum | Gundersen HS103/5 km | Jenny Nowak                                                         | Ida Marie Hagen                                                                         | Ema Volavšek                                                          |
| 3. | 28 sierpnia 2024 | Oberstdorf  | Schattenbergschanze        | Kompakt HS137/5 km   | Ida Marie Hagen                                                     | Nathalie Armbruster                                                                     | Jenny Nowak                                                           |
| 4. | 31 sierpnia 2024 | Chaux-Neuve | La Côte Feuillée           | Gundersen HS118/5 km | Jenny Nowak                                                         | Ema Volavšek                                                                            | Minja Korhonen                                                        |
| 5. | 1 września 2024  | Chaux-Neuve | La Côte Feuillée           | Kompakt HS118/5 km   | Nathalie Armbruster                                                 | Ema Volavšek                                                                            | Jenny Nowak                                                           |

## Klasyfikacja generalna
| M.  | Zawodnik            | Punkty |
| --- | ------------------- | ------ |
| 1.  | Jenny Nowak         | 360    |
| 2.  | Ema Volavšek        | 330    |
| 3.  | Nathalie Armbruster | 320    |
| 4.  | Léna Brocard        | 232    |
| 5.  | Teja Pavec          | 172    |
| 6.  | Maria Gerboth       | 157    |
| 7.  | Anne Häckel         | 147    |
| 8.  | Joanna Kil          | 146    |
| 9.  | Greta Pinzani       | 132    |
| 10. | Daniela Dejori      | 128    |
| 11. | Silva Verbič        | 123    |

## Klasyfikacja Pucharu Narodów
| M.  | Drużyna           | Punkty |
| --- | ----------------- | ------ |
| 1.  | Niemcy            | 1259   |
| 2.  | Słowenia          | 932    |
| 3.  | Włochy            | 524    |
| 4.  | Francja           | 467    |
| 5.  | Norwegia          | 460    |
| 6.  | Austria           | 348    |
| 7.  | Finlandia         | 270    |
| 8.  | Stany Zjednoczone | 169    |
| 9.  | Polska            | 146    |
| 10. | Słowacja          | 19     |